# Романченки
Романченки — український старшинський, пізніше дворянський рід.

## Походження
Нащадки Івана Ігнатійовича Романченка, сотника пікінерського полку (XVII ст.).

## Опис герба
В лазуревому щиті срібний скачучий бик з чорними очами, язиком, рогами і копитами. На щиті золота перев'язь вліво, обтяжена трьома черноми дроздами без клюву та ніг.
Щит увінчаний дворянським шоломом і короною. Нашоломник: срібна бичача голова з чорними очима, язиком і рогами. Намет на щиті справа лазурний зі сріблом, справа — чорний з золотом. Девіз: «Терпінням» (рос. «Терпением») срібними буквами на лазурній стрічці.
Герб Романченко внесений в Частину 13 Загального гербовника дворянських родів Всеросійської імперії, стр. 152.